# Ota Kraus
Ota Kraus (7. září 1909, Klášterní Skalice – asi 10. července 2001, Praha) byl český spisovatel a novinář židovského původu, který přežil holokaust.

## Život
Rodiče Oty Krause byli židovského původu, on sám byl sice později pokřtěn, ale židovský původ nadále zůstával v jeho osobních dokumentech. Rodina spravovala statek na táborském venkově a Ota vychodil nejprve základní školu v Táboře, poté se vyučil zámečníkem a „dělníkem technického zaměření“. Vojenskou službu vykonával postupně v Humpolci, Německém Brodě a v Praze, kde si později našel civilní zaměstnání. Stal se majitelem domku v Libčicích nad Vltavou. Po roce 1932 se stal prodavačem radiosoučástek u firmy Rádio Fusek, která sídlila na Václavském náměstí a jejímž majitelem byl vynálezce, elektrokonstruktér a politik Československé živnostensko-obchodnické strany středostavovské, Eduard Fusek (1901–1996). Ota se ve firmě vypracoval na vedoucího obchodu a v této funkci přijal do pracovního poměru sekretářku Boženu Vlasákovou (1915–2008), kterou později pojal za manželku a narodil se jim první syn Ivan (1. 3. 1939). V té době již měli v Praze k dispozici služební byt.

### Zatčení a věznění
V den začátku nacistické okupace 15. března 1939 byli Eduard Fusek i Ota Kraus pozváni do paláce Koruna k bankéři Turnovskému, který nepokrytě dával najevo radost z budoucího ekonomického vývoje a devalvace koruny proti říšské marce. Fusek s Krausem se záhy poté rozhodli angažovat v protinacistickém odboji. Zatímco se však Fusek pravděpodobně dokázal vyhnout věznění, byl Kraus v dubnu 1940 zadržen gestapem za rozšiřování časopisu V boj a pro podezření z distribuce radiosoučástek na stavbu nelegální vysílačky. Po několika výsleších v Petschkově paláci byl oficiálně zatčen s tím, že: „... pan Kraus, povoláním technický úředník, bytem v Praze, ohrožuje podle zjištění státní policie svým chováním trvání a bezpečnost Protektorátu, neboť je naléhavě podezřelý z protistátních piklů, a lze očekávat, že svobody zneužije k tomu, aby podstatně rušil klid, pořádek a pokrok zdárného vývoje v zemi.“. Z vazby na Pankráci byl odvezen nejprve do ghetta v Terezíně, pak do Dachau a do Neuengamme (s adresou „Ota Israel Kraus, Nummer 2281, Block 12, Konzentrationslager Neuengamme“), kde na podzim a v zimě 1940 pracoval na stavbách v Hamburku. Následovalo několik dalších koncentračních a vyhlazovacích táborů.
Nejdelší dobu (2. listopadu 1942 až říjen 1944) strávil Kraus ve vyhlazovacím táboře Osvětim, sekci B II d, jako vězeň č. 73046. Tam se spolu s Erichem Schoenem-Kulkou rozhodli vzepřít systému svérázným způsobem: sehnali si šroubovák, kus drátu a sami si dali rozkaz, že mají opravit kliku u jednoho z baráků. Tomuto výmyslu bezproblémově uvěřili jak dozorci, tak jejich nadřízení z řad SS, a Kraus s Kulkou si tak během několika týdnů zařídili malou zámečnickou dílnu, kde oficiálně fungovali jako montéři a opraváři pro správu tábora, ve skutečnosti poskytovali služby pro spoluvězně a roznášeli zprávy a materiály pro tamější podzemní hnutí. Dílna se později rozrostla na nejméně šest dělníků a stálého dozorce. Protože se drželi strategie přílišného nevybočování z řady, chovali se vstřícně a jejich řemeslo bylo užitečné pro správu tábora, byli vyjmuti z pracovního nasazení v pomocných táborech a přežili jak období nejhoršího vyvražďování, tak epidemii tyfu, která v táboře vypukla v roce 1943. Kraus zde však přišel o své rodiče, kteří do tábora přijeli v říjnu 1944 v posledním přijímacím transportu z Terezína a krátce poté byli posláni do plynové komory. Dva dny po jejich příjezdu měl být on sám zařazen do pochodu smrti, využil však rostoucího zmatku a nelegálně se dostal do posledního vlakového transportu do tábora Sachsenhausen, zatímco zvláštní komanda už náložemi a plamenomety začala likvidovat osvětimský tábor i s lidmi. Později byl vězněn ještě v drážďanském ghettu a v Buchenwaldu, kde byl nakonec spojenci osvobozen. Jeho bratr Vilém, též vězněný v Osvětimi, zemřel po osvobození na cestě domů.
V době Otova věznění byla manželka Božena donucena se synem Ivanem opustit byt v Praze a přestěhovat se do Libčic. Coby manželku vězně ji navíc odmítaly zaměstnat české firmy, musela tedy přijmout práci u německé společnosti. Ota se jí po celou dobu snažil posílat domů motáky, ve kterých líčil táborové podmínky a chtěl po ní zhotovit falešné dokumenty, ale to nebylo v moci jeho manželky obstarat.

### Poválečný život
Po osvobození Osvětimi a skončení války se Ota vrátil k rodině do Libčic. Již krátce po válce pomáhal usvědčit válečné zločince a vydal řadu novinových článků na toto téma. Ačkoliv byl bývalým vězněm koncentračního tábora, úřady mu odmítaly přidělit byt v Praze kvůli udání, že jeho manželka v době války „moc často mluvila německy“. Až teprve díky narození dcery Elišky (4. 5. 1946) se Krausovým podařilo sehnat byt v Praze na Letné, v Klášterní ulici. Tam s nimi kratší či delší dobu bydlelo i několik příbuzných. Zde také postupně přišli na svět ještě synové Michael (23. 12. 1949) a Jan (15. 8. 1953) a dcera Kateřina (1956–1990).
Brzy po válce se vrátil do zaměstnání v obchodě Rádio Fusek, tento obchod byl ale později znárodněn a stal se pobočkou národního podniku ELEKTRA Praha – sám Fusek emigroval a vybízel k témuž i Krausovy, což Ota odmítl a v zaměstnání pak dosáhl solidní kariéry v obchodním a propagačním oddělení (například využíval vlastní děti pro reklamní fotografie výrobků n.p. TESLA.). Vedle svého hlavního zaměstnání v Elektře se dal i na dráhu spisovatele: společně s bývalým spoluvězněm Erichem Schoenem-Kulkou (1911–1995), a za pomoci řady dalších přeživších vězňů, napsali dvě knihy na téma holokaustu, které byly přeloženy do mnoha světových jazyků.
Později se stal oficiálním zaměstnancem Československé tiskové kanceláře v Opletalově ulici, kde napsal řádově stovky novinových článků zejména k tématu holokaustu a genocidy. V ČTK setrval až do počátku 70. let, kdy byl z politických i věkových důvodů propuštěn a penzionován. Ještě v červnu 1970 ale doprovázel zájezd pražských vysokoškoláků, organizovaný městským výborem Svazu vysokoškolských studentů (později včleněným do SSM) do Krakova, Věličky a Osvětimi jako bojovný židovský propagandista a pamětník genocidy (osobní svědectví účastníka).[zdroj?]
Často se vracel do míst, kde prožil válku – každoročně například do Osvětimi, kde mu dokonce v 80. letech správa památníku dovolila přenocovat a on to bral jako svou osobní pomstu esesákům: „Teď se hoši obracejí v hrobě, když vidí, že tu mohu klidně spát a dokonce se svým synem.“ Opakovaně se stýkal se svými někdejšími spoluvězni, i ve vyšším věku se holokaustu věnoval po literární a žurnalistické stránce.

### Politické názory
Po válce vstoupil Ota Kraus do Československé sociální demokracie. Po Vítězném únoru došlo v červnu 1948 k násilnému sloučení ČSSD s KSČ, Ota se tedy stal členem KSČ a je pravděpodobné, že tento fakt mu pomáhal i v následující kariéře – přestože byt na Letné s nimi svého času sdíleli například Boženin otec (rozkulačený sedlák) Vincenc Vlasák či různí strýcové, kteří se zde připravovali na emigraci.
Poté, co v srpnu 1968 došlo k invazi vojsk Varšavské smlouvy, se rozhodly emigrovat i tři nejstarší děti. Ota Kraus poté při stranických prověrkách v rámci normalizace označil zmíněnou invazi za „stejnou pomoc, jakou Československu už kdysi poskytli Němci“ a následně byl „pro ztrátu důvěry“ vyloučen ze strany. A zatímco nejmladší syn Jan zůstal v Československu a od konce 60. let se věnoval herecké kariéře ve filmu a v televizi, pak nejmladší dcera Kateřina byla v roce 1977 zatčena v Polsku, po návratu vyloučena ze studií na vysoké škole a roku 1985 emigrovala do USA.
I přes tato fakta umožňovaly československé úřady od roku 1978 Otovi a Boženě návštěvy nesocialistických zemí, kde se stýkali se svými potomky a jejich rodinami.

### Závěr života
Ve vysokém věku začal trpět Alzheimerovou chorobou a postupně se přestával orientovat. V červenci 2001 se sám vydal z domu na Letné na procházku, z které se již nikdy nevrátil. Přes vyhlášené pátrání nebyl nalezen – až o necelý rok později bylo jeho tělo (beze stop násilí) objeveno v Hloubětíně. Byl pohřben na Vinohradském hřbitově. Manželka Božena jej přežila o necelých 7 let.

## Dílo
- Továrna na smrt (1947). Německy jako Die Todesfabrik (1957), anglicky jako The death factory (1966).
- Noc a mlha (1958). Německy jako Massenmord und Profit (1963).
- Jsem zdráv a daří se mi dobře (1989).
- stovky článků o nacismu a genocidě